# Guambià
El guambià, namuy wam, nam trik o mogüez és una llengua indígena parlada pel poble misak (també anomenats guambians) al departament del Cauca a Colòmbia. El parentiu més estret d'aquesta llengua es dona amb la llengua totoró, parlades en el municipi de tal nom, i amb la llengua coconuco. És parlada per 20.782 individus.

## Fonologia
Té cinc fonemes vocàlics i 17 consonàntics, entre els quals es destaquen com a peculiaritat les consonants retroflexes.

### Vocals
|          | Anteriors | Centrals | Posteriors |
| -------- | --------- | -------- | ---------- |
| Altes    | i         |          | u          |
| Mitjanes | e         | ø        |            |
| Baixes   |           | a        |            |

### Consonants
El següent quadre dona els fonemes (signe AFI) i l'ortografia comuna usada per a aquests fonemes:
|                  | labial | alveolar | retroflexa | palatal | velar |
| ---------------- | ------ | -------- | ---------- | ------- | ----- |
| oclusives sordes | p      | t        |            |         | k     |
| africades        |        | ʦ ts     | ʈʂ tš      | ʨ ç     |       |
| nasals           | m      | n        |            | ɲ ñ     |       |
| fricatives       |        | s        | ʂ š        | ç ŝ     |       |
| laterals         |        | l        |            | ʎ ly    |       |
| vibrants         |        | r        |            |         |       |
| aproximant       |        |          |            | j y     | w     |
El grup de consonants sordes p, t, ts, tš, ç, k es realitzen com a sonores b, d, dz, dζ [ɖʐ], J [ɟ], g [ɡ], després d'una nasal o una alveolar; i a més les del grup p, tš, k, es realitzen com a fricatives sonores β, ζ [ʐ], γ [ɣ], entre vocals i al final de la paraula; o com fricatives f, š, x, al final de la paraula. Les retroflexes ʂ, ʈʂ són apicals. La consonant k es palataliza abans de i (ky / ç). La consonant n sona m abans de p o b.

## El parenostre en guambià
És una mostra del sincretisme producte de la colonització, a partir d'allí, els Misak s'han plantejat recuperar les seves tradicions a través de diferents mecanismes que van connectats per la seva consigna de «recuperar la terra, per a recuperar-ho tot».
```
Ñimpe Tiuspa waminchip pѳntrappe, ѳyah chintrikai:
Namui Mѳskai srѳmpalasrѳ wapik,
ñui munchipe tapikweintѳ tarѳmara,
newan tap intik kѳntrun.
Ñi aship karup pasraipe pirau latrѳpitchap amѳ,
srѳmpalasrѳ latawei yu piraukucha,
Ñi maik maramtiik kѳpen,
treekwei marik kѳntrai.
Kualѳmmѳrik nam mamik maik palapikwan mѳi tranѳp,
namui kaik mariilan ulѳ paimѳ,
pesannatruntrik chip,
nam namun kaik marѳpelan ulѳ paimѳ,
pesannawa kѳtrѳmisrѳp lataitѳwei.
Chikѳpen namun kekѳtrѳsrkѳntraptiik pѳntrѳpene,
truwane namun ampashmѳtruntrik.
Masken tru kaikweinukkutrimpe tarѳmartra.
Kakente, tru aship karup waipa,
marampurap mariipa, purѳ nuik,
purѳ tapiipape manakatik Ñuin kѳn chip.
[
4
]
```

Mateu 6:9-13